# Neoplanorbis carinatus
Neoplanorbis carinatus är en snäckart som beskrevs av Walker 1908. Neoplanorbis carinatus ingår i släktet Neoplanorbis och familjen posthornssnäckor. IUCN kategoriserar arten globalt som utdöd. Inga underarter finns listade i Catalogue of Life.